# Copenaghen Open 2000 - Qualificazioni doppio
Le qualificazioni del doppio  del Copenaghen Open 2000 sono state un torneo di tennis preliminare per accedere alla fase finale della manifestazione. I vincitori dell'ultimo turno sono entrati di diritto nel tabellone principale. In caso di ritiro di uno o più giocatori aventi diritto a questi sono subentrati i lucky loser, ossia i giocatori che hanno perso nell'ultimo turno ma che avevano una classifica più alta rispetto agli altri partecipanti che avevano comunque perso nel turno finale.
Le qualificazioni del doppio del torneo Copenaghen Open 2000 prevedevano 4 coppie partecipanti di cui una è entrata nel tabellone principale.

## Teste di serie
1. Paul Rosner /  Jason Weir-Smith (ultimo turno)

1. Geoff Grant /  Mark Keil (primo turno)

## Qualificati
1. Karsten Braasch  /   Dirk Dier

## Tabellone

### Legenda
| - Q = Qualificato - WC = Wild card - LL = Lucky loser | - ALT = Alternate - SE = Special Exempt - PR = Protected Ranking | - w/o = Walkover - r = Ritirato - d = Squalificato |

|  | Primo turno | Primo turno                  | Primo turno               | Primo turno | Primo turno |  |  | Ultimo turno | Ultimo turno                 | Ultimo turno | Ultimo turno | Ultimo turno |  |
|  |             |                              |                           |             |             |  |  |              |                              |              |              |              |  |
|  | 1           | Paul Rosner Jason Weir-Smith | 3                         | 6           | 6           |  |  |              |                              |              |              |              |  |
|  |             | Bob Borella Mads Gottlieb    | 6                         | 3           | 4           |  |  | 1            | Paul Rosner Jason Weir-Smith | 6            | 2            | 4            |  |
|  |             | Karsten Braasch Dirk Dier    | Karsten Braasch Dirk Dier | 6           | 6           |  |  |              | Karsten Braasch Dirk Dier    | 4            | 6            | 6            |  |
|  | 2           | Geoff Grant Mark Keil        | Geoff Grant Mark Keil     | 2           | 4           |  |  |              |                              |              |              |              |  |